# Curran Singh Ferns
Curran Lawerence Singh Ferns (* 6. Juli 1993 in Darwin) ist ein ehemaliger malaysisch-australischer Fußballspieler.

## Karriere

### Verein
Das Fußballspielen erlernte Curran Lawerence Singh Ferns von 2000 bis 2010 bei Monash City FC, dem Victorian Institute of Sport, Melbourne Victory Youth und Football Federation Victoria. Seinen ersten Vertrag unterschrieb er 2010 in Melbourne beim U21-Team von Melbourne Victory. 2012 wechselte er zum U21-Team von Melbourne City FC. Über Tilford Zebras FC (2014) und Brisbane City FC (2014 bis 2016) zog es ihn 2016 nach Malaysia. Hier unterschrieb er einen Vertrag bei Johor Darul Ta’zim FC in Johor Bahru, wo er für die zweite Mannschaft auf dem Spielfeld stand. Im gleichen Jahr wechselte er nach Seremban, wo er sich Negeri Sembilan FA, einem Verein, der in der zweiten Liga des Landes, der Malaysia Premier League spielte, anschloss. Nach 20 Spielen ging er 2017 zum Ligakonkurrenten FELDA United, einem Verein, der in Jengka beheimatet ist. 2018 verließ er Malaysia und wechselte nach Thailand. Hier unterzeichnete er einen Vertrag beim Erstligisten Sukhothai FC. Nach nur 14 Spielen ging er 2019 wieder nach Australien, wo er bis November 2019 bei Port Melbourne SC unter Vertrag stand. Im Dezember 2019 verließ er Melbourne und unterschrieb einen Vertrag bei Melaka United. Der Club aus Malakka spielt in der ersten Liga des Landes, der Malaysia Super League. Für Melaka absolvierte er fünf Erstligaspiele. Nach der Saison beendete er am 1. Februar 2021 seine Karriere als Fußballspieler.

## Erfolge
FELDA United
- Malaysia Premier League: 2018